# La creu de ferro
|  | Aquest article tracta sobre la pel·lícula. Si cerqueu la muntanya, vegeu «La Creu de Ferro». |

La creu de ferro (títol original en anglès: Cross of Iron) és una pel·lícula britànico-germànica dirigida per Sam Peckinpah i estrenada l'any 1977. Ha estat doblada al català.

## Argument
Un esquadró de soldats alemanys, capitanejats per un dur oficial, lluita per sobreviure en el seu enfrontament contra l'exèrcit rus al front est durant la Segona Guerra Mundial. Un capità nazi tracta d'aconseguir per tots els mitjans la Creu de Ferro, la màxima condecoració de l'exèrcit alemany. Per a això, el capità posa en constant perill als seus homes.

## Repartiment
- James Coburn: Sergent Rolf Steiner
- Maximilian Schell: Captità Stransky
- James Mason: Coronel Brandt
- David Warner: Captità Kiesel
- Roger Fritz: Tinent Triebig
- Igor Galo: Tinent Meyer
- Klaus Löwitsch: Krüger
- Vadim Glowna: Kern
- Fred Stillkrauth: Schnurrbart
- Dieter Schidor: Anselm
- Burkhard Driest: Maag
- Michael Nowka: Dietz
- Arthur Brauss: Zoll
- Senta Berger: Eva
- Slavko Štimac: Noi rús